# Граве (город)
Граве (нидерл. Grave) — город и муниципалитет в провинции Северный-Брабант, расположенный в его северо-восточной части, в провинции Ланд ван Кёйк. По состоянию на март 2018 года здесь проживало 12 400 человек.

## История
В военной истории Граве известен благодаря построенной в городе крепости. Во время войны за независимость Нидерландов (1567—1609) Граве в 1586 году был осажден и взят принцем Александром Фарнезе, но в 1602 году опять отнят у испанцев принцем Морицем Оранским, герцогом Нассауским.

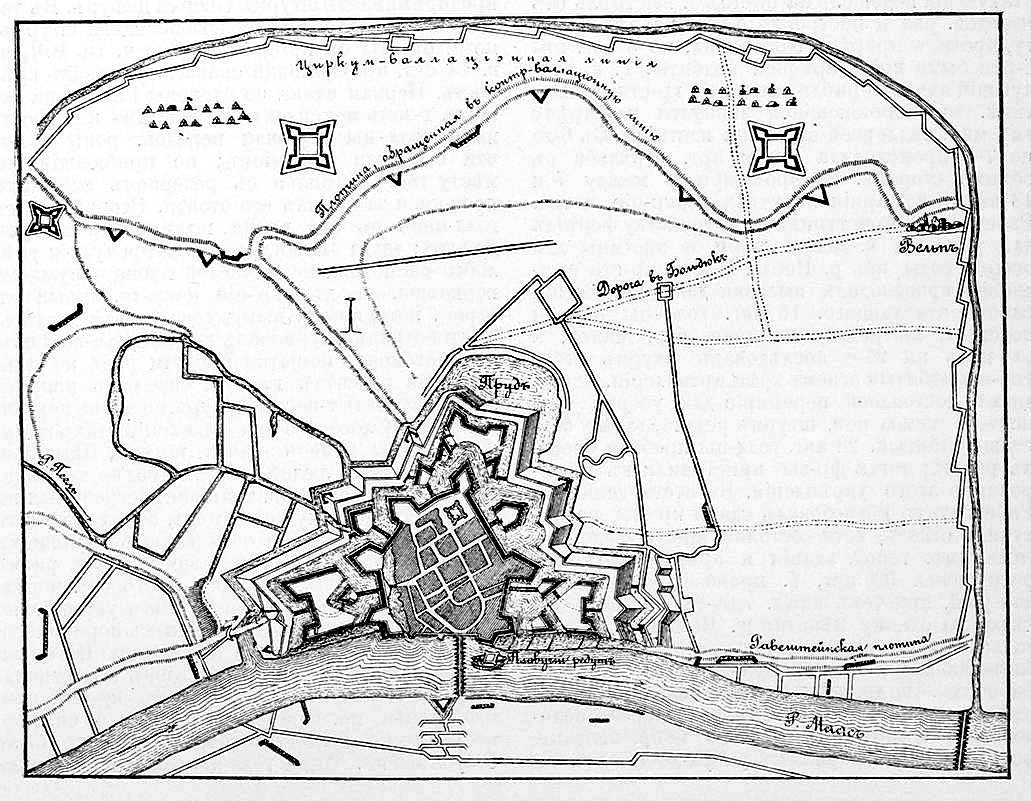
План крепости

В 1672 году занят французами, а в 1674 году отнят у них принцем Вильгельмом Оранским. В это время крепость имела 6 бастионов: 4 земляных, а 2 бастиона, прилежащие к реке, были одеты камнем, равно как длинная куртина приречного фронта с башнями, имевшими выходы к берегу Мааса. Кроме того, имелись демилюны и 3 горнверка, из которых, один на берегу реки, в её верховье (укр-ние Дефур), второй — в низовье реки (укр-ние Равестен), и третий — посредине (укрепление Буа-ле-Дюк). Рвы были наполнены водой реки Пеель, прикрыт. путь, в виде непрерывной линии кувр-фасов, были окружен передовым рвом, также водяным. 3 горнверка придавали общему очертанию крепости форму треугольника. На другом берегу Мааса находился люнет со рвом, защищавший понтонный мост. Низменная долина, окружавшая крепость, частью болотиста и прорезывается речкой Пеель, впадающей в наружные рвы. В этой долине имелось несколько плотин для устройства запруд.

## Культура

### Достопримечательности
- Музей Граафса[нидерл.] — расположен в северном крыле здания Хампоорт, которое было построено в период между 1686 и 1688 годами. Этот сторожевой дом был частью оборонной линии города, что просуществовала до второй половины XIX века. Музей Граафса является частью из сети музеев, созданных по инициативе Фонда «Graeft Voort». В этом музее выставлены на обозрение археологические находки, гравюры, рисунки, фотографии, модели и многое другое, что связано с историей этого региона[4][5].
- Музей казематов (нидерл. Kazematten museum) — мемориальный комплекс с музеем, который был частью системы обороны страны от немецких захватчиков во времена Второй мировой войны. Состоит из пяти объектов: северный каземат, южный каземат, насосная станция им. ван Сасса[нидерл.], мост им. Джона Томпсона[англ.] и памятник освободителям (нидерл. Bevrijdingsmonument)[6]. В северном каземате расположена тематическая выставка, которая призвана перенести посетителей в атмосферу 10 мая 1940 года в момент всеобщей мобилизации в связи с вторжением армии Третьего Рейха в Нидерланды. В южном каземате напротив, обстановка и предметы выставки рассказывают историю высадки 82-й воздушно-десантной дивизии 504-го парашютного полка армии Союзников, которые высадились неподалёку моста 17 сентября 1944 года и вскоре освободили поселение Граве[7].
- Багейнен-керк (нидерл. Bagijnenkerk) — религиозное сооружение выполненное в готическом стиле, время постройки которого датируется 1474 годом. Во время религиозных войн и на протяжении многих веков использовалась в качестве часовни или кирхи разными религиозными течениями (католики, гугеноты, протестанты, лютеране), кроме периода с 1672 по 1674 год, когда вторгнувшиеся французские войска использовали её в качестве конюшни[8]. После последней реконструкции в 2013 году здание используется для протестантского богослужения, а также для проведения выставок местных художников, скульпторов, резцов по дереву и проведения музыкальных концертов[9].
- Монастырь Эммауса (нидерл. Emmausklooster) — является самым старым монастырем ордена Капуцинов на территории современных Нидерландов, что был построен в 1645 году и названого в честь упомянутого в библейских текстах религиозного места — Эммаус. Последний капуцинский монах покинул это здание в 2012 году. В настоящее время в монастыре проживает община последователей Франциска Ассизского. Является национальным памятником. Вход на территорию и экскурсии доступны лишь в период с июня по начало сентября[10][11].

### События
- Ежегодный карнавал под эгидой «Pothuusburg Carnaval». Проводиться с начала 90-х годов. Мероприятия, которые включают в себя тематические вечера с пением, шведскими столами и конкурсами, а также уличными шествиями проводятся на протяжении не менее пяти дней с 9 февраля. В праздновании принимают участие все возрастные группы[12][13].
- Исторический фестиваль (нидерл. Historisch Spektakel Grave). Ежегодный фестиваль исторической реконструкции. Впервые был проведён в 2017 году. Сопровождается реконструкцией осады и освобождения Граве войсками Морица Оранского под предводительством командующего Карла фон Рабенхаупта[нидерл.] от французской армии в 1674 году[12][14].
- «Down To Earth» — фестиваль в стиле хиппи, сопровождающийся выступлениями музыкантов в жанре Funk, Soul, Rock, Pop и Electro. Проводятся семинары, мастер-классы по изготовлению hand-made предметов, коллективные занятия йогой[12][15].
- Фестиваль воздушных шаров (нидерл. Ballonfestival Grave). Проводимый с 2009 года, ежегодный массовый парад летательных воздушных шаров, включая и ночные запуски с элементами светового шоу. Семейные мероприятия длятся на протяжении нескольких дней[16][17].

## Спорт
На футбольной арене город Граве представляет любительский футбольный клуб "GVV '57", который выступает в пятом класенидерландского футбольного чемпионата. Среди местных жителей большой популярностью пользуется бег и спортивная ходьба. Многие из них состоят в спортивной организации бегунов — «Grave Walking Group».